# Lampung Barat
Lampung Barat ist ein indonesischer Regierungsbezirk (Kabupaten) in der indonesischen Provinz Lampung auf der Insel Sumatra. Ende 2023 leben hier ca. 311.000 Menschen. Das Verwaltungszentrum des Kabupaten Lampung Barat ist Liwa, ein städtischer Ort im Kecamatan Balik Bukit.

## Geographie
Hinsichtlich seiner Territorialfläche belegt der Kabupaten Platz 10 von 15 Verwaltungseinheiten der 2. Ebene (Kabupaten/Kota) in der Provinz (6,28 %) bzw. Platz 91 von 120 Kabupaten auf der Insel Sumatra.

### Lage
Der Binnenbezirk Lampung Barat liegt im Westen der Provinz Lampung und grenzt im Westen/Nordwesten an den Kabupaten Pesisir Barat, im Norden an Ogan Komering Ulu Selatan (Provinz Sumatra Selatan), im Nordosten an Way Kanan, im Osten an Lampung Utara, im Südosten an Lampung Tengah und im Süden an den Kabupaten Tanggamus. 27 Prozent des Territoriums erreichen Höhen bis 500 Metern, 26 Prozent sind höher als 1000 Meter. Der höchste Berg mit 2.127 m liegt im Kecamatan Belalau (Gunung Pesagi). Es werden die Koordinaten zwischen 4° 51′ 20″ und 5° 21′ 15″ s. Br. sowie zwischen 103° 48′ 44″ und 104° 35′ 26″ ö. L. belegt.

## Verwaltungsgliederung
Administrativ unterteilt sich der Kabupaten Lampung Barat in 15 Distrikte (Kecamatan) mit 136 Dörfern. Im Volkszählungsjahr 2020 waren davon 5 Kelurahan (Dörfer städtischen Typs). Sie befanden sich in den vier Kecamatan Balik Bukit (Pasar Liwa, Way Mengaku), Sekincau (Sekincau), Sumber Jaya (Tugu Sari) und Way Tenong (Pajar Bulan). 2020 wurden 84.030 Haushalte gezählt.
| Code 1   | Kecamatan Distrikt   | Ibu Kota Verwaltungssitz | Fläche (km²) | Einw. Zensus 2010 2 | Volkszählung 2020 | Volkszählung 2020 | Volkszählung 2020 | Anzahl der Dörfer |
| Code 1   | Kecamatan Distrikt   | Ibu Kota Verwaltungssitz | Fläche (km²) | Einw. Zensus 2010 2 | Tsd. Einw. 3      | 0Dichte 40        | Sex Ratio 5       | Anzahl der Dörfer |
| -------- | -------------------- | ------------------------ | ------------ | ------------------- | ----------------- | ----------------- | ----------------- | ----------------- |
| 18.04.04 | Balik Bukit          | Liwa                     | 159,41       | 35.177              | 41,6              | 261,0             | 106,07            | 13*               |
| 18.04.05 | Sumber Jaya          | Tugu Sari                | 130,44       | 41.216              | 24,04             | 184,3             | 105,86            | 5*                |
| 18.04.06 | Belalau              | Kenali                   | 93,91        | 25.848              | 12,49             | 133,0             | 107,04            | 10                |
| 18.04.07 | Way Tenong           | Mutar Alam               | 129,7        | 42.117              | 34,79             | 268,3             | 104,73            | 9*                |
| 18.04.08 | Sekincau             | Pampangan                | 115,09       | 36.734              | 18,87             | 164,0             | 108,44            | 5*                |
| 18.04.09 | Suoh                 | Bandar Agung             | 150,22       | 42.590              | 18,45             | 122,8             | 111,29            | 7                 |
| 18.04.10 | Batu Brak            | Kegeringan               | 199,29       | 12.690              | 14,99             | 75,2              | 109,24            | 11                |
| 18.04.11 | Sukau                | Buay Nyerupa             | 146,07       | 26.800              | 24,76             | 169,5             | 106,81            | 10                |
| 18.04.15 | Gedung Surian        | Gedung Surian            | 76,96        | 14.124              | 16,64             | 216,2             | 106,11            | 5                 |
| 18.04.18 | Kebun Tebu           | Pura Jaya                | 61,55        |                     | 20,5              | 333,0             | 105,35            | 10                |
| 18.04.19 | Air Hitam            | Sumber Alam              | 108,12       |                     | 11,63             | 107,6             | 109,36            | 10                |
| 18.04.20 | Pagar Dewa           | Pagar Dewa               | 197,71       |                     | 17,35             | 87,8              | 112,90            | 10                |
| 18.04.21 | Batu Ketulis         | Bakhu                    | 182,01       |                     | 13,37             | 73,4              | 112,11            | 10                |
| 18.04.22 | Lumbok Seminung      | Luombok                  | 98,88        |                     | 8,03              | 81,2              | 112,92            | 11                |
| 18.04.23 | Bandar Negeri Suoh00 | Suoh                     | 267,23       |                     | 24,63             | 92,2              | 113,26            | 10                |
| 18.04    | Lampung Barat        | Lampung Barat            | 2.116,59     | 277.296             | 302,139           | 142,8             | 108,10            | 136               |

## Demografie
Hinsichtlich der Bevölkerung wird (mit 3,44 % der Provinz) Platz 11 von den 17 Verwaltungseinheiten der 2. Ebene (Kabupaten/Kota) erreicht. Bezogen auf alle 120 Kabupaten auf der Insel Sumatra bedeutet dies Rang 73. Mit der Bevölkerungsdichte von 147,5 Einw. je km² rangiert Lampung Barat im unteren Drittel der Liste.
Der Frauenanteil hat sich zwischen den beiden Volkszählungen 2010 und 2020 sowie zum Jahresende 2023 nur geringfügig erhöht und auf Werte um die 48 Prozent eingepegelt.
| Religion im Jahr 2020 | Religion im Jahr 2020 | Religion im Jahr 2020 | Religion im Jahr 2020 |
| Religion              | Anzahl                | Anteil (%)            | Gebäude               |
| --------------------- | --------------------- | --------------------- | --------------------- |
| Islam                 | 303.599               | 98,83                 | 721 1                 |
| Christen insg.        | 00.3.052 2            | 00,99                 | 023                   |
| Davon:                |                       |                       |                       |
| Protestanten          | 00.2.470              | 00,80                 | 0017                  |
| Katholiken            | 000.582               | 00,19                 | 006                   |
|                       |                       |                       |                       |
| Hindus                | 000.436               | 00,14                 | 005                   |
| Buddhisten            | 000.103               | 00,03                 | 0001                  |

| Jahr  | Gesamt- bevölkerung | Männer   | %      | Frauen   | %      |
| ----- | ------------------- | -------- | ------ | -------- | ------ |
| 02010 | 00419.037           | 0222.605 | 053,12 | 0196,432 | 046,88 |
| 02020 | 00302.139           | 0156.942 | 051,94 | 0145.197 | 048,06 |
| 02023 | 00310.990           | 0161.525 | 051,91 | 0149.566 | 048,09 |

### Soziale Daten 2020
| Merkmal                                                            | Lampung Barat | 0Prov. Lampung0 |
| ------------------------------------------------------------------ | ------------- | --------------- |
| Bevölkerung unterhalb der Armutsgrenze (Tsd.)0                     | 38,12         | 1.049,32        |
| Anteil der „armen Bevölkerung“ (indonesisch Penduduk miskin) (%)00 | 12,52         | 12,34           |
| Arbeitslosenrate (%)                                               | 02,13         | 05,67           |
| Lebenserwartung bei der Geburt (Jahre)                             | 73,42         | 73,66           |
| HDI-Index                                                          | 70,47         | 71,04           |
| Analphabetenrate (in %, 15+ J.)                                    | 02,42         | 02,76           |
| Anteil der Altersgruppen                                           | 0Real0        | 0Prozentual0    |
| Kinder (<15 J.)                                                    | 0080.5590     | 26,66           |
| arbeitsfähige Bevölkerung (15–64 J.)                               | 0206.3510     | 68,30           |
| Rentner und Pensionäre (>65 J.)                                    | 0015.2290     | 05.04           |

## Geschichte
Der Kabupaten Lampung Barat entstand 1991 als vierter Bezirk in der Provinz durch Ausgliederung aus Lampung Utara. Hierbei gab der „Mutterbezirk“ die Kabupaten Balik Bukit, Belalau, Sumber Jaya, Pesisir Utara, Pesisir Tengah und Pesisir Selatan ab.
Über 20 Jahre später wurde aus dem Bezirk Lampung Barat der letzte (13.) Kabupaten abgespalten. Hierbei wurden elf (von 22) Kabupaten (Pesisir Tengah, Pesisir Selatan, Lemong, Pesisir Utara, Pulau Pisang, Karya Penggawa, Way Krui, Krui Selatan, Ngambur, Bengkunat und Bengkunat Belimbing) mit 117 (von 238) Dörfern abgegeben, d. h. 58 % des Territoriums und 32 % der Einwohner von Lampung Barat.

### Aktuelle Daten der Bevölkerungsfortschreibung
Nachfolgende Tabelle gibt den Einwohnerstand nach Geschlecht vom Jahresende 2022 und 2023 wieder. Er resultiert aus den Ergebnissen der Fortschreibung durch die örtlichen Zivilregistrierungsbüros (Disdukcapil, indonesisch Dinas Kependudukan dan Pencatatan Sipil) und kann in einer interaktiven Karte abgerufen werden
| Kecamatan            | 31.12.2022 | 31.12.2022 | 31.12.2022 | Fläche km² | 31.12.2023 | 31.12.2023 | 31.12.2023 | 31.12.2023         | 31.12.2023          |
| Kecamatan            | 0Insg.     | männl.     | weibl.     | Fläche km² | 0Insg.     | männl.     | weibl.     | Dichte [Einw./km²] | Sex Ratio [M*100/F] |
| -------------------- | ---------- | ---------- | ---------- | ---------- | ---------- | ---------- | ---------- | ------------------ | ------------------- |
| Balik Bukit          | 42.868     | 22.022     | 20.846     | 185,32     | 43.523     | 22.355     | 21.168     | 234,9              | 105,61              |
| Sumber Jaya          | 24.188     | 12.519     | 11.669     | 102,34     | 24.253     | 12.581     | 11.672     | 237,0              | 107,79              |
| Belalau              | 12.583     | 6.512      | 6.071      | 146,40     | 12.618     | 6.557      | 6.061      | 86,2               | 108,18              |
| Way Tenong           | 34.811     | 17.755     | 17.056     | 127,26     | 35.070     | 17.895     | 17.175     | 275,6              | 104,19              |
| Sekincau             | 19.067     | 9.918      | 9.149      | 292,18     | 19.268     | 10.025     | 9.243      | 65,9               | 108,46              |
| Suoh                 | 18.691     | 9.840      | 8.851      | 131,27     | 18.840     | 9.894      | 8.946      | 143,5              | 110,60              |
| Batu Brak            | 15.207     | 7.889      | 7.318      | 276,90     | 15.327     | 7.957      | 7.370      | 55,4               | 107,96              |
| Sukau                | 25.495     | 13.143     | 12.352     | 142,98     | 25.801     | 13.297     | 12.504     | 180,5              | 106,34              |
| Gedung Surian        | 17.203     | 8.875      | 8.328      | 90,37      | 17.207     | 8.864      | 8.343      | 190,4              | 106,24              |
| Kebun Tebu           | 21.180     | 10.817     | 10.363     | 58,66      | 21.390     | 10.921     | 10.469     | 364,6              | 104,32              |
| Air Hitam            | 12.469     | 6.559      | 5.910      | 82,24      | 12.492     | 6.569      | 5.923      | 151,9              | 110,91              |
| Pagar Dewa           | 16.942     | 9.009      | 7.933      |            | 17.071     | 9.064      | 8.007      |                    | 113,20              |
| Batu Ketulis         | 13.539     | 7.107      | 6.432      | 194,16     | 13.744     | 7.213      | 6.531      | 70,8               | 110,44              |
| Lumbok Seminung      | 8.454      | 4.479      | 3.975      | 93,31      | 8.608      | 4.578      | 4.030      | 92,3               | 113,60              |
| Bandar Negeri Suoh   | 25.462     | 13.512     | 11.950     | 225,62     | 25.778     | 13.654     | 12.124     | 114,3              | 112,62              |
| Kab. Lampung Barat00 | 308.159    | 159.956    | 148.203    | 2.149      | 310.990    | 161.424    | 149.566    | 144,7              | 107,93              |

## Verzeichnis der Kelurahan
Die nachfolgende Liste gibt den Einwohnerstand zum Jahresende 2022 (Semester II/2022) und genau ein Jahr später für alle Kelurahan im Bezirk Lampung Barat wieder. Für die fünf Kecamatan stieg die Einwohnerzahl innerhalb eines Jahres um 385 Einwohner.
Neben der Fläche und den Einwohnerzahlen sind auch deren Zugehörigkeiten zu den fünf Kecamatan aufgeführt, ebenso die errechneten Ergebnisse der Bevölkerungsdichte (in Einw. je km²) sowie des Geschlechterverhältnisses (Sex Ratio). Als erste Spalte ist der Strukturcode des indonesischen Innenministeriums angegeben. Er gibt gleichfalls Aufschluss über die Zugehörigkeit der Dörfer zu den übergeordneten Verwaltungsebenen: Die ersten drei Zahlenpärchen werden durch Punkte getrennt und geben die Provinz, den Regierungsbezirk (Kabupaten) und den Distrikt (Kecamatan) an. Als letztes folgt nach einem weiteren Trennungspunkt der vierstellige „Dorfcode“ – wobei städtisch geprägte Kelurahan immer mit 1 und „normale“ (ländliche) Desa mit einer 2 beginnen. Die Statistikseiten von BPS (Badan Pusat Statistik) verwenden eine andere Nomenklatur, auf die hier nicht näher eingegangen werden soll, da sie nur bei den Volkszählungen Anwendung findet.
Wie bei vorstehender Tabelle entstammen alle Daten der Fortschreibung durch die örtlichen Zivilregistrierungsbüros (Disdukcapil).
| Struktur- code | Kecamatan   | Kelurahan   | Bevölkerung am Jahresende 2022 | Bevölkerung am Jahresende 2022 | Bevölkerung am Jahresende 2022 | Bevölkerung am Jahresende 2022 | Bevölkerung am Jahresende 2023 | Bevölkerung am Jahresende 2023 | Bevölkerung am Jahresende 2023 | Bevölkerung am Jahresende 2023 | Bevölkerung am Jahresende 2023 |
| Struktur- code | Kecamatan   | Kelurahan   | Fläche (km²)                   | Gesamt                         | männlich                       | weiblich                       | Gesamt                         | männlich                       | weiblich                       | Dichte                         | Sex Ratio                      |
| -------------- | ----------- | ----------- | ------------------------------ | ------------------------------ | ------------------------------ | ------------------------------ | ------------------------------ | ------------------------------ | ------------------------------ | ------------------------------ | ------------------------------ |
| 18.04.04.1001  | Balik Bukit | Pasar Liwa  | 6,68                           | 6.654                          | 3.394                          | 3.260                          | 6.762                          | 3.446                          | 3.316                          | 1.012,3                        | 103,92                         |
| 18.04.04.1003  | Balik Bukit | Way Mengaku | 17,18                          | 8.129                          | 4.109                          | 4.020                          | 8.172                          | 4.148                          | 4.024                          | 475,7                          | 103,08                         |
| 18.04.05.1016  | Sumber Jaya | Tugu Sari   | 14,49                          | 7.039                          | 3.605                          | 3.434                          | 7.097                          | 3.637                          | 3.460                          | 489,8                          | 105,12                         |
| 18.04.07.1001  | Way Tenong  | Pajar Bulan | 14,28                          | 8.932                          | 4.544                          | 4.388                          | 9.074                          | 4.621                          | 4.453                          | 635,4                          | 103,77                         |
| 18.04.08.1005  | Sekincau    | Sekincau    | 11,53                          | 6.137                          | 3.201                          | 2.936                          | 6.171                          | 3.215                          | 2.956                          | 535,2                          | 108,76                         |